# 데드 걸 (2006년 영화)
《데드 걸》(영어: The Dead Girl)은 미국에서 제작된 캐런 몽크리프 감독의 2006년 스릴러 드라마 영화이다. 토니 콜렛 등이 출연하였고, 게리 루케이지 등이 제작에 참여하였다. 이 영화는 AFI 영화제에서 2006년 11월 7일 전 세계 최초로 상영되었으며 2006년 12월 29일 미국 극장에 한정 개봉되었다. 대체로 긍정 평가를 받았다.

## 출연진
- 토니 콜렛
- 브리트니 머피
- 로즈 번
- 마샤 게이 하든
- 메리 베스 허트
- 케리 워싱턴
- 지어바니 리비시
- 조시 브롤린
- 파이퍼 로리
- 닉 서시
- 메리 스틴버전
- 브루스 데이비슨
- 제임스 프랭코

## 기타 제작진
- 배역: 데버라 어퀼라, 제니퍼 L. 스미스, 트리샤 우드
- 미술: 크리스턴 앤드루스
- 의상: 수지 디샌토